# Elevador do Bom Jesus

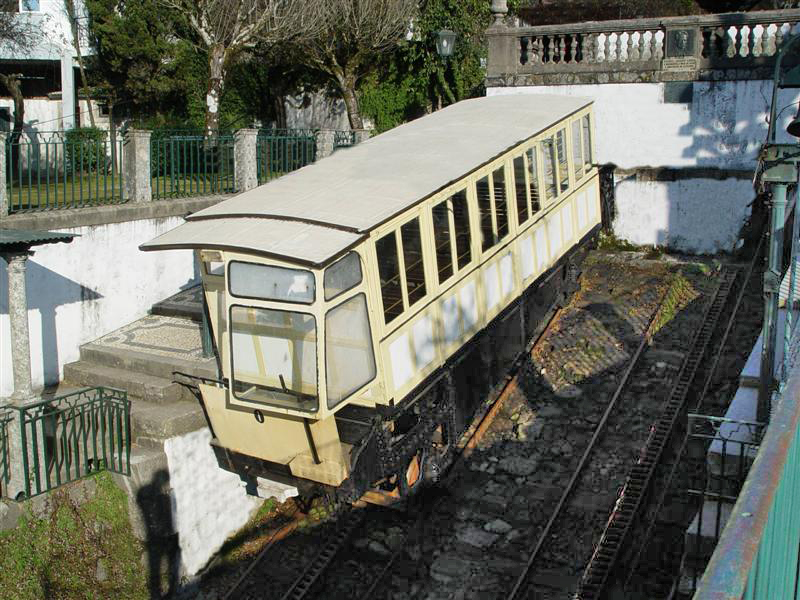
Elevador do Bom Jesus.

L'Elevador do Bom Jesus és un funicular de la ciutat portuguesa de Braga que n'uneix la part alta amb el santuari de Bom Jesus.
Va ser inaugurat el 1882, cosa que el convertí en el primer de la península Ibèrica. El 2006 s'hi feu una remodelació.

## Característiques
- Longitud de la línia 274 m
- Desnivell 116 m
- Pendent 42%
- Vehicles 2
- Capacitat dels vehicles 38 persones
- Velocitat 1,2 a 1,8 m/s (o 18 km/h)
- Diàmetre del cable 38 mm